# Mysterier
Mysterier (Noors voor Mysteriën) is de titel van de enige opera van de Noorse componist Johan Kvandal. 
Het werk in drie bedrijven kwam tot stand na een opdracht van Den Norske Opera & Ballett. Het libretto van Barthold Halle is gebaseerd op de roman Mysteriën van Knut Hamsun. De opera ging op 15 januari 1994 in Oslo (Folketeatret) in première onder leiding van Kjell Ingebretsen en geregisseerd door Barthold Halle. Het werk werd overladen met goede recensies en werd door de European Broadcasting Union uitgezonden op de televisie. Daarna verdween de opera uit het zicht.
Hoofdrollen
- Johan Nielsen Nagel (bariton)
- Dagny Kielland (sopraan)
- Johannes Grogaard (tenor)
- Marta Gude (mezzosopraan)
- de hoteleigenaar (bas)
- de politiechef (bariton)

Kleinere rollen
- Dr Stenersen en diens vrouw
- het kamermeisje
- burgers
- mevrouw Andresen
- de leraar